# Monique Serf
Monique Andrée Serf, mer känd under sitt artistnamn Barbara, född 9 juni 1930 i Paris, död 25 november 1997 i Neuilly-sur-Seine, var en fransk-judisk poet och låtskrivare. Hon var produktiv under sin levnadstid och gav ut ett stort antal skivor. Hennes musik är inom samma genre som bl.a. Jacques Brel och Edith Piaf. Den svenska artisten Barbro Hörberg påverkades mycket av Barbara. Rikard Wolff gav ut en egen tolkning av några låtar år 2000 vid namn Min allra största kärlek.
En av hennes mest kända låtar heter L'Aigle noir (även namnet på albumet). Denna låt har Rikard Wolff gjort en svensk cover på, den heter samma sak fast på svenska, dvs. Den svarta örnen. Det är en gripande och poetisk liten melodi med ett fantastiskt vackert beskrivande av en drömlik händelse vid en sjö.

## Diskografi
- 1958 : La Chanteuse de minuit
- 1959 : Barbara à L'Écluse
- 1961 : Barbara chante Brel
- 1963 : Dis, quand reviendras-tu ?
- 1964 : Barbara chante Barbara
- 1965 : À L'Écluse
- 1965 : Barbara No 2
- 1967 : Bobino 67
- 1967 : Barbara singt Barbara
- 1967 : Ma plus belle histoire d'amour
- 1968 : Le Soleil noir
- 1969 : Une soirée avec Barbara
- 1970 : Madame
- 1970 : L'Aigle noir
- 1972 : La Fleur d'amour
- 1972 : Le disque d'or
- 1972 : Amours incestueuses
- 1973 : La louve
- 1974 : Enregistrement au Théâtre des Variétés
- 1977 : Réimpression
- 1978 : Enregistrement à l'Olympia
- 1981 : Seule
- 1981 : Pantin 81
- 1983 : Barbara chante Brassens et Brel
- 1986 : Lily Passion
- 1987 : Châtelet 87
- 1988 : Bravo à Barbara
- 1990 : Gauguin
- 1991 : Préférences
- 1993 : Châtelet 93
- 1996 : Il me revient
- 1997 : Femme piano
- 1998 : Barbara singt Barbara